# Phyllostroma myrtilli
Phyllostroma myrtilli är en insektsart som först beskrevs av Johann Heinrich Kaltenbach 1874.  Phyllostroma myrtilli ingår i släktet Phyllostroma och familjen skålsköldlöss. Inga underarter finns listade i Catalogue of Life.